# Juan Zabalo
Juan Zabalo y Navarro (ur. 1684 w Saragossie, zm. 1746 tamże) – pochodzący z Aragonii hiszpański malarz barokowy, projektant nastaw ołtarzowych i architektury efemerycznej.
Naukę zaczął w warsztacie swojego ojca, który był cieślą, a jego pierwszym nauczycielem malarstwa był zapewne Jerónimo Secano. W 1712 roku ożenił się Franciscą Ortiz de Baráiz, z którą miał dziewięcioro dzieci. Jego córka Teresa poślubiła José Luzána, znanego malarza barokowego i nauczyciela Goi. Otworzył swoją pracownię w Saragossie przy ulicy Verónica de Zaragoza, gdzie mieszkał. Wykładał także w akademii rysunku prowadzonej przez rzeźbiarza i mistrza budowniczego Juana Ramíreza.
Jego głównym zajęciem było przygotowywanie scenografii, projektowanie nastaw ołtarzowych i architektury efemerycznej. W okresie baroku istniało duże zapotrzebowanie na tego typu sztukę, wykorzystywaną do uświetniania wystawnych orszaków świątecznych i pogrzebowych. Wśród tych prac można wyróżnić żałobny teatr wzniesiony w 1714 roku w Saragossie na czas pochówku Marii Ludwiki Sabaudzkiej, kolejny wzniesiony w 1716 roku dla zmarłego Ludwika XIV, i w 1745 dla króla Filipa V – ten ostatni utrzymany w odmianie barokowego stylu nazywanej churrigueryzmem.